# Острови Тробріана
Острови Тробріана (англ. Trobriand Islands, офіційно Острови Кірівіна — Kiriwina Islands) — архіпелаг в Соломоновому морі в південно-західній частині Тихого океану, що належить Папуа — Новій Гвінеї. Адміністративно належать до провінції Мілн-Бей регіону Папуа.

## Географія
Архіпелаг розташований у південній частині Соломонова моря, що є частиною Тихого океану, на відстані 384 км по морю від столиці країни Порт-Морсбі, приблизно за 65 км на північний схід від островів Д'Антркасто і за 132 км на захід острова Вудларк. Приблизно 145 км на південь розташована крайня південна точка острова Нова Гвінея.
З погляду геології, Архіпелаг є скупченням з 28 островів коралового походження, більшість з яких оточені кораловим рифом. Найбільший острів — Кірівіна (головний острів архіпелагу, витягнутий в довжину майже на 40 км, але при цьому шириною всього від 3,2 до 12,8 км).  Найпівнічнішим островом групи є острів Кадан, найзахіднішим — Сімліндон, найпівденнішим — Каілеуна, найсхіднішим — Кітава. Загальна площа суші — 440 км². За винятком острова Киривіна, на березі якого є райони з прямовисними скелями до 90 м, острови в архіпелазі відносно низинні, з плоскою поверхнею, яка в багатьох місцях заболочена. Гідрографічна мережа розвинена слабо. Рік та озер немає. Узбережжя багатьох островів заболочене.
Клімат на островах тропічний та вологий. Щомісяця випадає від 25 до 38 см опадів. Зрідка трапляються посухи. Місцева екосистема відрізняється великою різноманітністю. Острови переважно покриті низинними дощовими лісами, в яких мешкає 38 видів ссавців (з них переважна більшість є кажанами). Чотири види є ендеміками островів. Серед рослин переважають ямс, банани, пандануси, кокосові, сагові пальми, цукрова тростина, бетель. Частину рослин було завезено на архіпелаг європейцями (папая, таро, ананаси, манго).

## Історія
Першим європейцем, який відвідав острови, став французький капітан Жозеф Брюні Д'Антркасто, який зупинявся на островах під час плавання на кораблі Esperance в 1793 році. Він дав островам назву на честь свого першого лейтенанта — Дені де Тробріана. Острови почали часто відвідувати європейці з різних країн. У 1840-х роках сюди заходили американські китобійні судна.  У 1860-х частими гостями стали торговці людьми з Квінсленду, які викрадали остров'ян. У 1890-х на острови почали заходити торгові судна Німеччини. Припливаючи з Нової Британії, вони скуповували тут ямс, різьблені вироби з дерева, раковини та носи каное.
У 1888 році була формальна анексія островів Тробріан Британською імперією, які стали частиною Британської Нової Гвінеї (з 1904 року — Території Папуа під керуванням Австралії). У 1890-х роках на острови часто припливали німецькі колоністи з острова Нова Британія, які купували в остров'ян ямс, а також різноманітні прикраси та предмети побуту для музейних колекцій.
У 1894 році на острові було засновано заморську місію Методистської церкви. У 1905 році на острови прибув доктор Райнер Белламі — перший представник австралійської державної адміністрації.
Він пробув на островах десять років і допоміг організувати етнографічне дослідження народу Масима антропологу Селігману. У 1915-1918 роках на островах прожив антрополог Броніслав Малиновський, який склав відомий опис культурного життя та побуту тробріанців. У 1930 році на островах було засновано католицьку місію.
Під час Другої світової війни усі європейські резиденти на островах були евакуйовані. Австралійські та американські війська організували госпіталь та дві злітно-посадкові смуги на острові Киривіна. Жодних боїв на островах не велося.
З 1975 року острови Тробріан є частиною незалежної держави Папуа — Нова Гвінея.

## Населення
На початку XX століття на островах проживало приблизно 8 тисяч жителів, проте вже до кінця століття ця цифра зросла приблизно до 20 тисяч.
Корінними жителями архіпелагу є представники народу тробріанців, які, з погляду генетики, близькі з представниками народів, що населяють східну частину острова Нова Гвінея. Корінна ж мова островитян — кілівіла, одна з австронезійських мов, яка близька мовам, якими розмовляють на сусідніх островах Вудларк і Маршалл-Беннетт.

## Економіка
Основу місцевої економіки становить сільське господарство та рибальство.

## Культура
Острови Тробріан, що відрізняються багатою культурою та складною структурою соціальних відносин між остров'янами, неодноразово викликали інтерес у антропологів, найбільш відомим з яких є польський учений Броніслав Малиновський, який відвідав архіпелаг під час Першої світової війни.
Малиновський ретельно вивчив соціальні відносини на островах, у тому числі дав докладний опис так званого «кола кула» (системи взаємного церемоніального обміну, під час якого між 18 острівними поселеннями відбувається постійна циркуляція двох предметів — намиста та браслета), місцеве садівництво, магію та сексуальну практику, відобразивши все це у своїх відомих книгах, багато з яких було перекладено російською мовою («Аргонавти західної частини Тихого океану», «Сексуальне життя дикунів північно-західної Меланезії» та ін.).
У соціальній структурі суспільства на островах Тробріан особливе становище займають садові маги, які за своїм статусом йдуть за місцевими вождями та чарівниками. Титул садового мага, який іноді навіть може ставати вождем, є спадковим і передається жіночою лінією. Він здійснює контроль за роботою остров'ян, а також проводить різні ритуали, основною метою яких є контроль над природними явищами, безпосередньо які впливають місцеве садівництво. Велику роль у житті аборигенів також відіграє рибальство, на якому спеціалізуються жителі окремих сіл. При цьому самі рибалки організовані в самостійні групи, кожну з яких очолює одна людина, яка володіє каное, який здійснює різні ритуали і отримує більшу частину місцевого улова.
Тубільне суспільство поділено на чотири матрилінійні клани, кожен з яких поділений на 30—50 підкланів. Приналежність тієї чи іншої людини до підклану визначається за загальним предком, який, згідно з уявленнями остров'ян, був не народжений, а народився з особливої дірки у землі. Кожне з місцевих сіл очолює найстаріший чоловік із панівного підклану.